# أليكس رودريغيز
أليكس رودريغيز (بالإسبانية: Alex Rodríguez Ledezma) (5 أغسطس 1990 بنما بنما - ) هو لاعب كرة قدم بنمي يلعب كحارس مرمى.

## مسيرته الكروية
لعب أليكس رودريغيز خلال مسيرته الاحترافية مع 4 أندية في تسعة مواسم ولم يسجل خلالها أي هدف ضمن 148 مباراة. ولم يفز بأي موسم بالكأس وفاز في موسمين بالدوري.
خاض أليكس رودريغيز مسيرته مع سبورتينغ سان ميغيليتو في موسم 2012–13 واستمر معه طيلة ثلاثة مواسم، مشاركًا في 64 مباراة ولم يسجل أي هدف. ثم انتقل إلى San Francisco F.C. ‏ في موسم 2015–16 ليلعب معه أربعة مواسم، حيث شارك في 73 مباراة ولم يسجل أي هدف أيضًا. لينتقل بعدها إلى نادي سان كارلوس في موسم 2018–19 لمدة موسم واحد، لم يشارك في أي مباراة ولم يسجل أي هدف أيضًا.

## روابط خارجية
- أليكس رودريغيز على موقع الاتحاد الدولي (مؤرشف)  (الإنجليزية)
- أليكس رودريغيز على موقع قاعدة بيانات كرة القدم.إي يو (الإنجليزية)
- أليكس رودريغيز على موقع ناشيونال فوتبول تيمز (الإنجليزية)
- أليكس رودريغيز على موقع Soccerway.com (الإنجليزية)
- أليكس رودريغيز على موقع AS.com (الإسبانية)